# Simple Together
«Simple Together» es una canción de la intérprete canadiense Alanis Morissette, compuesta y producida por ella. 
La canción trata sobre la pérdida de un amor y de todas las cosas que se pudo haber hecho con aquel amor como el ser felices y estar siempre juntos.
Inicialmente iba a ser incluida en su quinto álbum de estudio Under Rug Swept de 2002, pero al ser descartada para este fue incluida posteriormente en el CD del DVD Feast on Scraps lanzado a finales del mismo año. Se convirtió en el primer sencillo de dicho material. Fue solo un sencillo radial y no contó con un vídeo musical.
Posteriormente fue incluida en el álbum de grandes éxitos de Morissette The Collection de 2005.